# Balouk
Balouk est un village du Cameroun situé dans le département du Haut-Nkam et la Région de l'Ouest. C'est une chefferie bamiléké qui fait partie de l'arrondissement de Bakou.